# 默里爾斯蘭丁 (加利福尼亞州)
默里爾斯蘭丁（英語：Merrills Landing）是位於美國加利福尼亞州比尤特縣的一個非建制地區。該地的面積和人口皆未知。

## 地理
默里爾斯蘭丁的座標為39°52′42″N 122°02′23″W / 39.87833°N 122.03972°W，而該地的平均海拔高度為54米（即177英尺）。